# Karel Čapek
Karel Čapek (ur. 9 stycznia 1890 w Malych Svatoňovicach, zm. 25 grudnia 1938 w Pradze) – czeski pisarz, prozaik i dramaturg tworzący w XX wieku, jeden z pionierów fantastyki naukowej, który po raz pierwszy użył i spopularyzował słowo robot.

## Życiorys i twórczość

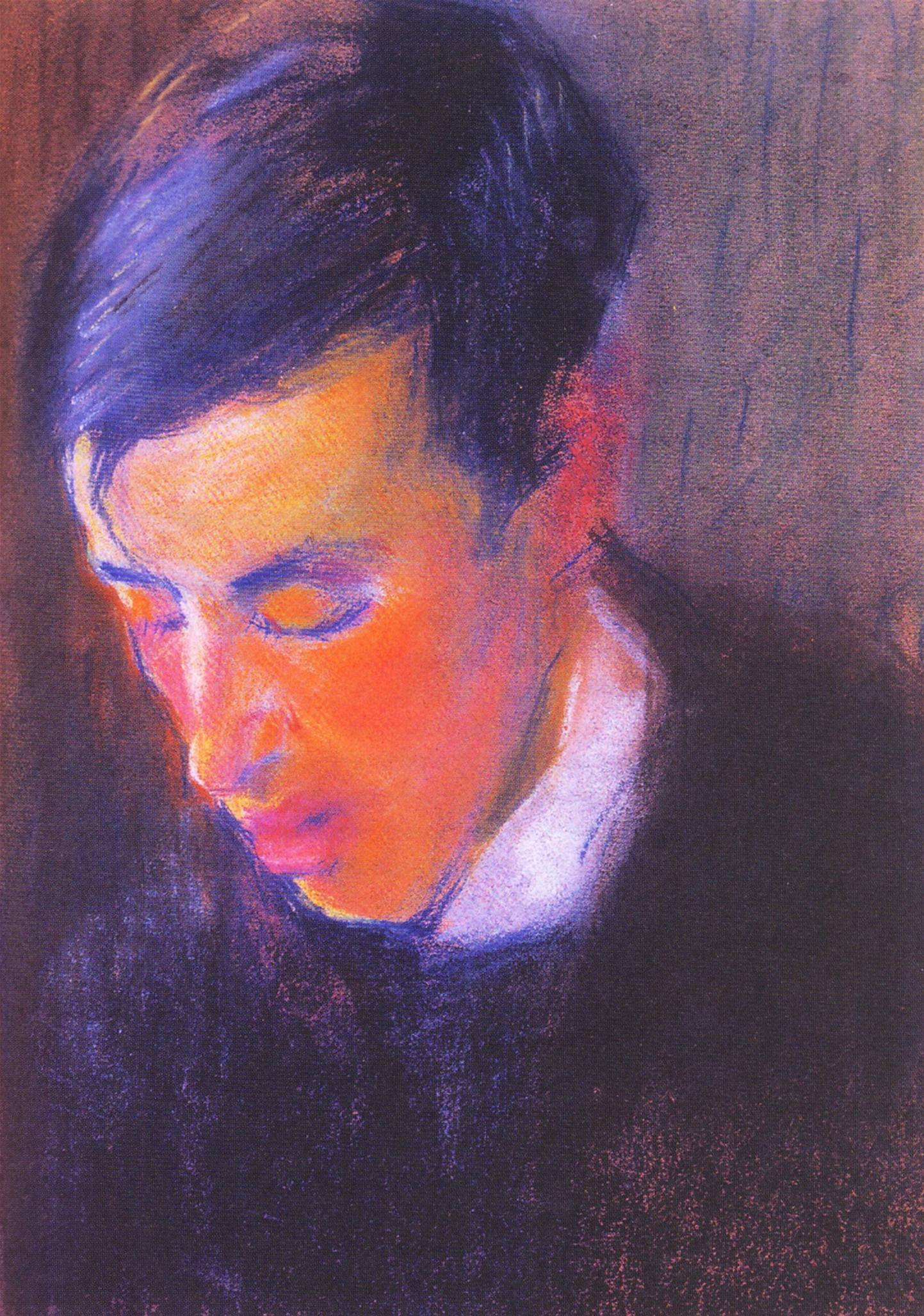
Portret młodego Karela Čapka, autorstwa jego brata Josefa, 1907

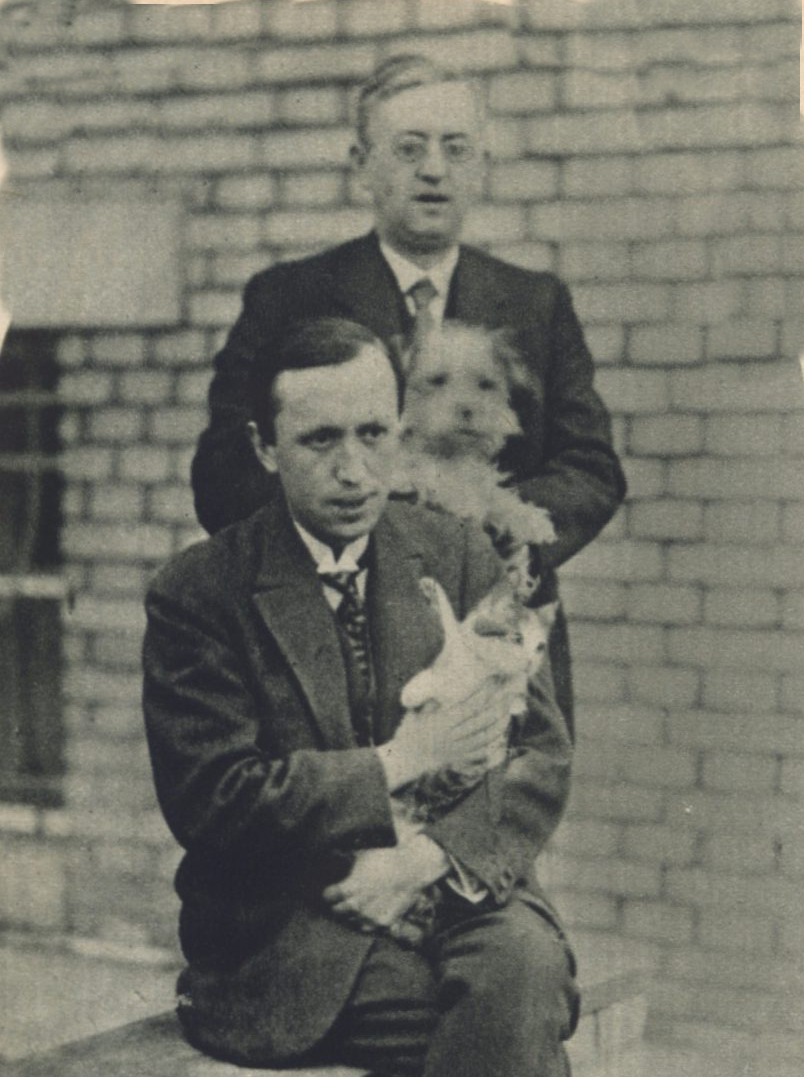
Karel i Josef Čapkowie, 1927.

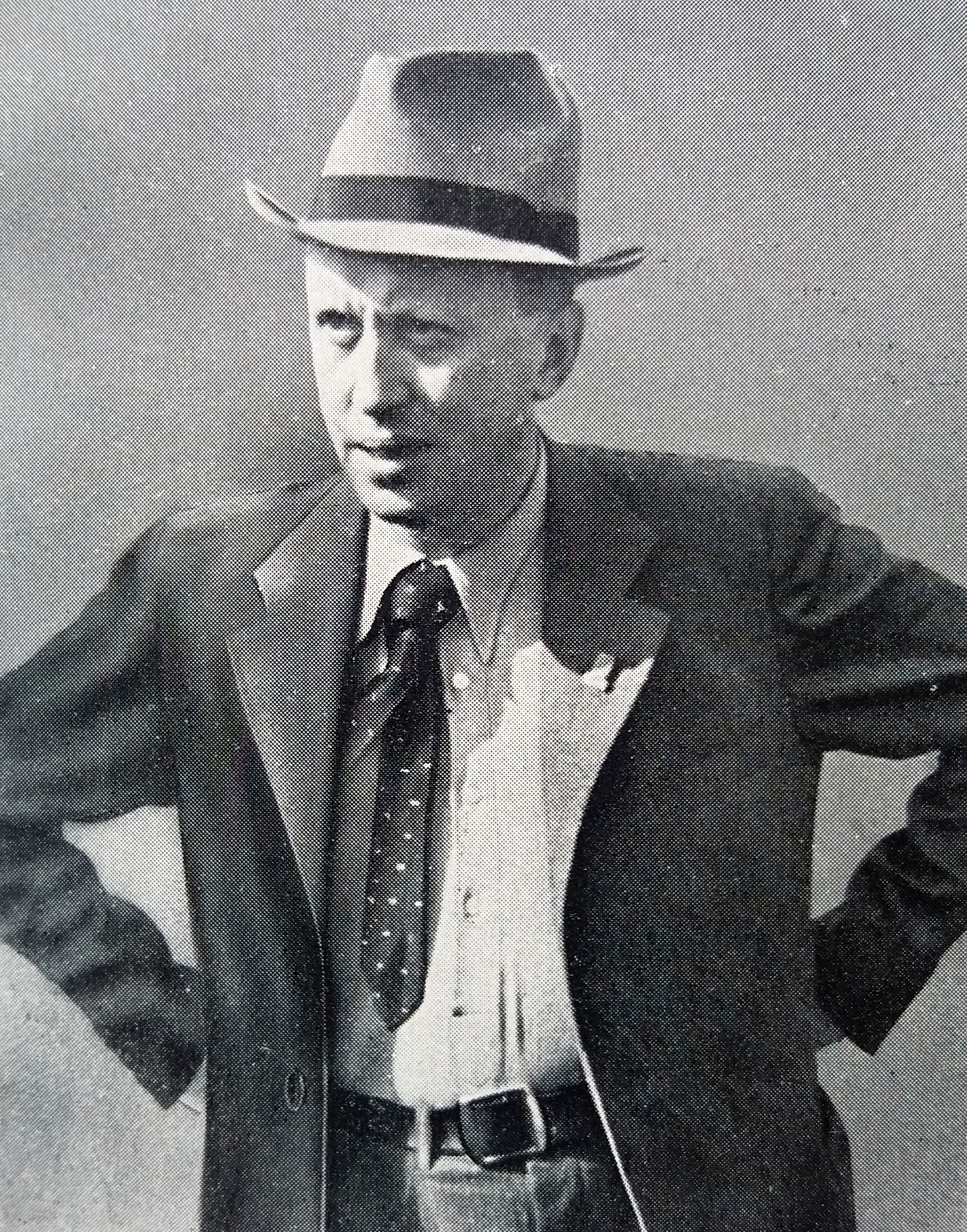
Karel Čapek, lata 30. XX w.

Urodził się w miejscowości Malé Svatoňovice, wtedy znajdującej się w Austro-Węgrzech, obecnie w Czechach.
Od 1917 był redaktorem „Národních listů”, a od 1921 „Lidových novin”. W latach 1925–1933 sprawował funkcję prezesa czechosłowackiego PEN klubu.
Był jednym z pionierów fantastyki naukowej i wolnomularzem. Po raz pierwszy użył i spopularyzował słowo robot, które pojawiło się w jego sztuce R.U.R. (pol. Roboty Uniwersalne Rossuma). Termin robot został jednak w rzeczywistości wymyślony przez jego brata Josefa, który był malarzem, poetą i autorem książek dla dzieci.
We wczesnym okresie twórczości wychodził z doświadczeń czeskiej przedwojennej techniki i nowych europejskich kierunków naukowych (Boží muka, pl. Boża męka; Trapné povídky; dramat Loupežník). Sprzeciw wobec świadomego użycia techniki i nauki w I wojnie światowej przeciw życiu ludzkiemu oraz nieufność wobec jednoznacznych filozoficznych i politycznych koncepcji przejawia się w jego utopijno-fantastycznych dramatach (R. U. R.; Věc Makropulos, pl. Sprawa Makropulos), w powieściach z zaczątkami science-fiction (Továrna na absolutno, pl. Fabryka Absolutu; Krakatit) i w alegorycznych sztukach teatralnych (Ze života hmyzu, Adam Stvořitel), które obydwie napisał wraz z bratem Josefem Čapkiem.
Stworzył oryginalny typ krótkich detektywistycznych historyjek (Povídky z jedné kapsy, Povídky z druhé kapsy, pl. Opowieści z różnych kieszeni), napisał Knihu apokryfů (pl. Księgę apokryfów) oraz wydał tom z wyborem felietonów i drobnej prozy z różnych okresów aktywności dziennikarskiej (Zahradníkův rok, pl. Rok ogrodnika; Jak se co dělá, Na břehu dnů, Místo pro Jonathana). Książki: Měl jsem psa a kočku, Kalendář, O lidech, Bajky a podpovídky (pl. Bajki i przypowiastki) zostały wydane pośmiertnie. W Polsce największą popularnością cieszyła się jego powieść dla dzieci Daszeńka, czyli żywot szczeniaka (cz. Dášeňka čili život štěněte), opowiadająca o przygodach psa foksteriera.
W drugiej połowie lat 30. znów powrócił do utopijno-fantastycznej wizji współczesności w powieści Válka s mloky (pl. Inwazja jaszczurów), gdzie alegorycznie wskazał na niebezpieczeństwo faszyzmu i zagrożenie europejskiej demokracji.
W listach z podróży, wydanych w Polsce w 2011 roku (Wydawnictwo WAB), opisał kilka krajów europejskich (Włochy, Wielką Brytanię, Hiszpanię, Holandię, kraje skandynawskie). Choć jego refleksje są humorystyczne, a nierzadko satyryczne, to jednocześnie wnikliwie analizują zagadnienia związane z historią, sztuką i mentalnością poszczególnych krajów.
Zmarł przedwcześnie na zapalenie płuc w kilka tygodni po aneksji części Czechosłowacji przez Niemcy hitlerowskie na mocy Układu monachijskiego. Został pochowany na Cmentarzu Wyszehradzkim w Pradze.
W 1995 roku został pośmiertnie odznaczony Orderem Tomáša Garrigue Masaryka I klasy.
Jego brat Josef Čapek został zamordowany w obozie koncentracyjnym Bergen-Belsen tuż przed zakończeniem II wojny światowej.

## Wybrane dzieła w polskich przekładach[8]

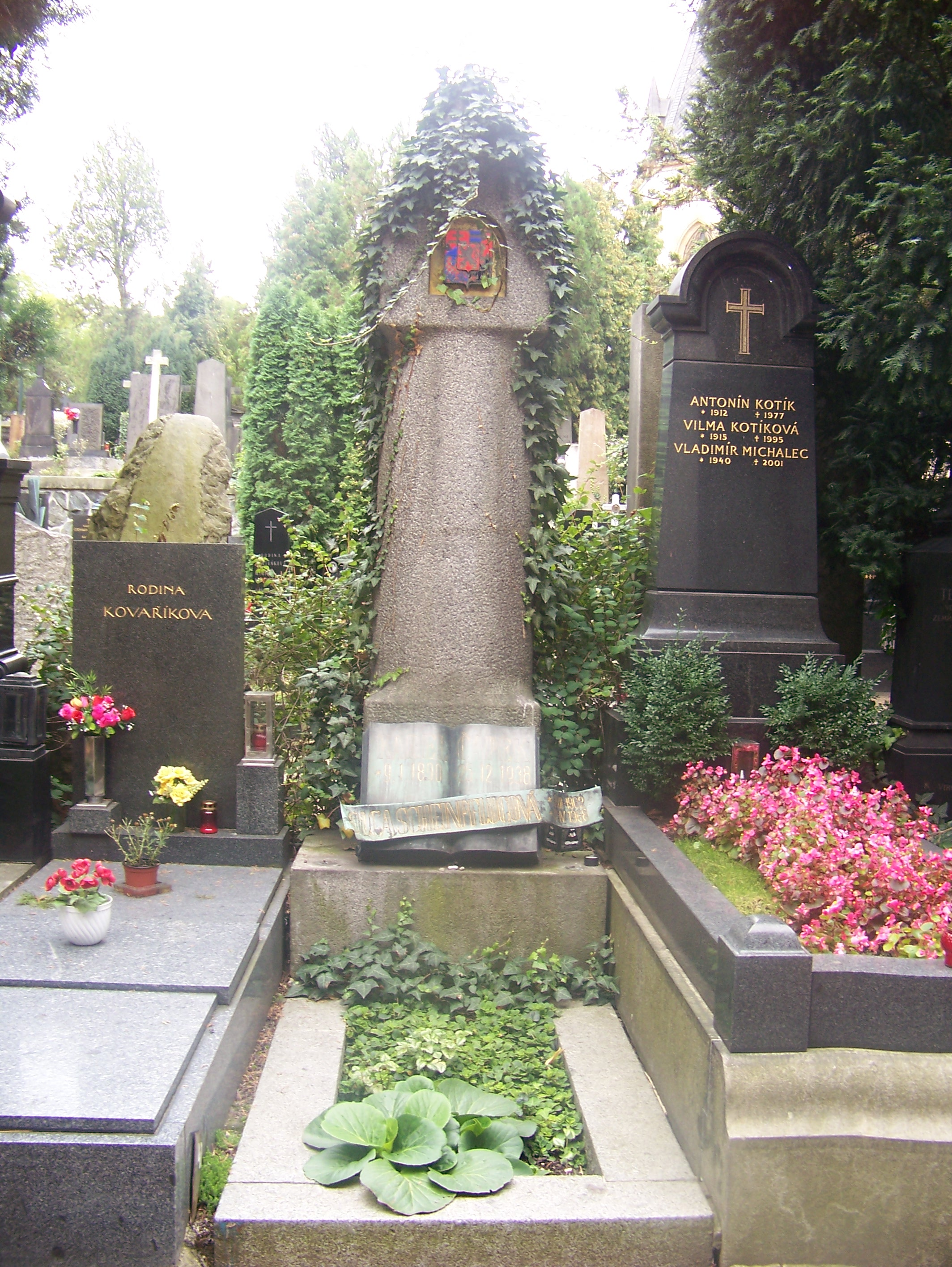
Grób Karela Čapka na cmentarzu wyszehradzkim w Pradze.

- Boża męka (cz. Boží muka, wyd. org. 1917) – tłum. Stanisław Alberti, Wyd. „F. Hoesick”, Warszawa 1927
- Fabryka Absolutu (cz. Továrna na absolutno, wyd. org. 1922) – tłum. Paweł Hulka-Laskowski, Wyd. „Mewa”, Katowice 1947 i Wyd. „Śląsk”, Katowice 1971 oraz Wyd. „Dowody na Istnienie”, Warszawa 2015
- Księga apokryfów (cz. Kniha apokryfů, wyd. org. 1932) – tłum. Helena Gruszczyńska-Dębska, Wydawnictwo Zachodnie, 1948
- Meteor (cz. Povětroň, wyd. org. 1934) – tłum. Paweł Hulka-Laskowski, Wiedza, Warszawa 1948
- Hordubal (wyd. org. 1933) – tłum. Paweł Hulka-Laskowski, Wiedza, Warszawa 1948
- Zwyczajne życie (cz. Obyčejný život, wyd. org. 1934) – tłum. Paweł Hulka-Laskowski, Wiedza, Warszawa 1948
- Bajka o dobrym listonoszu (cz. Pošťácká pohádka ze zbioru Devatero pohádek a ještě jedna od Josefa Čapka jako přívažek, wyd. org. 1932) – tłum. Maria Kann, Nasza Księgarnia, Warszawa 1952
- Inwazja jaszczurów (cz. Válka s Mloky, wyd. org. 1936) – tłum. Jadwiga Bułakowska, Wydawnictwo Zachodnie i Morskie, Poznań, 1949
- Listy z Anglii (cz. Anglické listy, wyd. org. 1924) – tłum. Emilia Witwicka, PIW, Warszawa 1957
- Osiem twarzy mistrza Foltyna (cz. Život a dílo skladatele Foltýna, wyd. org. 1939, wydano pośmiertnie) – tłum. Emilia Witwicka, PIW, Warszawa 1959
- Opowieści z różnych kieszeni (cz. Povídky z jedné kapsy i Povídky z druhé kapsy, wyd. org. 1929) – tłum. Maria Erhardtowa i Zdzisław Hierowski, PIW, Warszawa 1959
- Krakatit (wyd. org. 1922) – tłum. Emilia Witwicka, Śląsk, Katowice 1974 i Agora, Warszawa 2011
- Bajki i przypowiastki (cz. Bajky a podpovídky, wyd. org. 1933) – tłum. Anna Jolanta Bluszcz, Śląsk, Katowice 1983, ISBN 83-216-0332-7.
- Rok ogrodnika (cz. Zahradníkův rok, wyd. org. 1929) – tłum. Halina Janaszek-Ivaničková, Iskry, Warszawa 1986, ISBN 83-207-0357-3.
- Aforyzmy – tłum. Stanisław Alberti, wstęp: Halina Janaszek-Ivaničková, Państwowy Instytut Wydawniczy[9]
- Daszeńka, czyli Żywot szczeniaka (cz. Dášeňka čili život štěněte, wyd. org. 1933) – tłum. Jadwiga Bułakowska, Nasza Księgarnia, Warszawa 1989, ISBN 978-83-10-09308-0.
- Listy z podróży – tłum. Piotr Godlewski, WAB, 2011, ISBN 978-83-7414-931-0.
- Sprawa Makropulos (cz. Věc Makropulos, wyd. org. 1922) – tłum. Jan Gondowicz, Axis Mundi, 2013, ISBN 978-83-61432-52-4.

## Ekranizacje jego prac
Wiele dzieł Karela Čapka zostało sfilmowanych, głównie przez jego rodzimą czeską (lub czechosłowacką) kinematografię.
Sztukę komediową Loupežník z 1920 sfilmowano w roku 1931. Na podstawie dramatu Bílá nemoc z 1937 powstał film Hugo Haasa nakręcony w 1937.
Powieść Hordubal z 1933 sfilmowano już w 1938 (polski tytuł filmu: Bracia Hordubalowie).
Na podstawie powieści Krakatit w roku 1948 powstał film w reżyserii Otakara Vávry; jego scenariusz stworzyli Otakar i Jaroslav Vávra. Rolę inż. Prokopa odtwarzał Karel Höger. W 1980 roku powstał remake tego filmu pod tytułem „Ciemne słońce” (Temné Slunce, Dark Sun).
Powieść První parta z 1937 sfilmowano w 1959.
Na podstawie jego niedokończonej powieści Osiem twarzy mistrza Foltyna (cz. Život a dílo skladatele Foltýna) wydanej pośmiertnie w 1939, w 1992 nakręcono czeski film telewizyjny w reżyserii Pavla Hášy z Viktorem Preissem w roli głównej.